# Deutsche Volkspartei (Deutsches Kaiserreich)
Die Deutsche Volkspartei (auch: Demokraten, Süddeutsche Volkspartei, abgekürzt DtVP) war eine radikaldemokratische und linksliberale Partei während des Deutschen Kaiserreichs, die 1868 als überregionaler Zusammenschluss der einzelstaatlichen Volksparteien in Süddeutschland entstanden war und 1910 in der Fortschrittlichen Volkspartei aufging. Ideologisch und personell stand die Partei in der Kontinuität der süddeutschen „Achtundvierziger“.

## Geschichte
Die DtVP ging aus dem ehemals linken Flügel des Deutschen Nationalvereins hervor, der radikaldemokratisch, großdeutsch, antipreußisch bzw. föderalistisch orientiert war und sich vor dem Hintergrund des preußischen Verfassungskonflikts und der deutschen Einigungskriege bereits 1864/65 lose zur Demokratischen Volkspartei formiert hatte. Nachdem vom Dreikönigstreffen am 6. Januar 1866 erste organisatorische Impulse für einen überregionalen Zusammenschluss ausgegangen waren, erfolgte die formelle Konstituierung als Partei am 20. September 1868 in Stuttgart.
In Abgrenzung zur Nationalliberalen Partei, welche die Bismarcksche Politik und die Vorherrschaft Preußens im Norddeutschen Bund und später im Deutschen Kaiserreich aktiv unterstützte, und zur Deutschen Fortschrittspartei, die immerhin mehrheitlich für die forcierte großpreußische Lösung der deutschen Frage eintrat, entwickelte die DtVP eigenständige Positionen und vertrat eine konsequent oppositionelle Haltung.
Während der Reichsgründungsphase stellte die DtVP den Einsatz für die klassischen liberalen Freiheitsrechte über die Aussicht auf eine deutsche Einigung „von oben“. Auch nach der Konstituierung des Deutschen Kaiserreichs (als kleindeutsche Lösung) setzte sie sich für föderalistische Strukturen ein und forderte demokratische Reformen, insbesondere eine Stärkung des Reichstags gegenüber der Reichsregierung. Beim Einsatz gegen die preußische Hegemonie und die Macht von Kaiser und Reichskanzler arbeitete die DtVP zeitweilig auch mit der damals noch marxistisch ausgerichteten Sozialdemokratie zusammen.
Ihren Schwerpunkt hatte die DtVP im süddeutschen Raum, v. a. in Bayern, Baden (dort bis 1878 als Demokratische Partei) und Württemberg (dort seit 1864 zunächst als Demokratische Volkspartei organisiert). Bei der Reichstagswahl vom 15. Juni 1893 erzielte die DtVP ihr bestes Ergebnis und konnte bei 2,2 Prozent Stimmanteil elf Mandate gewinnen; fast alle Abgeordneten kamen aus Württemberg.
Die DtVP fusionierte am 6. März 1910 mit der Freisinnigen Volkspartei und der Freisinnigen Vereinigung zur Fortschrittlichen Volkspartei, aus der wiederum 1918 die Deutsche Demokratische Partei hervorging.